# Austrolimnophila (Austrolimnophila) yumotana
Austrolimnophila (Austrolimnophila) yumotana is een tweevleugelige uit de familie steltmuggen (Limoniidae). De soort komt voor in het Palearctisch gebied.